# Modal Soul
Modal Soul es el álbum de Nujabes que sigue a Metaphorical Music, lanzado dos años antes. Como su predecesor, mantiene una combinación de hip hop y jazz; incluyendo la participación de artistas como Cise Starr, Akin, Terry Callier, Shing02, Substantial, Pase Rock, Apani B y Uyama Hiroto

## Lista de temas
1. "Feather" (interpretado por Cise Starr y Akin)
2. "Ordinary Joe" (interpretado por Terry Callier)
3. "Reflection Eternal"
4. "Luv (Sic) Part 3" (interpretado por Shing02)
5. "Music Is Mine"
6. "Eclipse" (interpretado por Substantial)
7. "The Sign" (interpretado por Pase Rock)
8. "Thank You" (interpretado por Apani B)
9. "World's End Rhapsody"
10. "Modal Soul" (interpretado por Uyama Hiroto)
11. "Flowers"
12. "Sea Of Cloud"
13. "Light On The Land"
14. "Horizon"